# نام آیوپاک ارجح
در نامگذاری شیمیایی، نام آیوپاک ارجح (به انگلیسی: Preferred IUPAC name) به صورت مخفف (PIN) نامی منحصر به فرد است که به یک ماده شیمیایی اختصاص داده می‌شود و از بین نام‌های احتمالی ایجاد شده توسط نامگذاری آیوپاک، ترجیح داده می‌شود. «نام آیوپاک ارجح» مجموعه‌ای از قوانین برای انتخاب از بین چندین نام ممکن در شرایطی که تصمیم‌گیری در مورد یک نام منحصر به فرد مهم است، ارائه می‌دهد.
نامهای آیوپاک ارجح فقط برای ترکیبات آلی قابل استفاده است، که طبق تعریف آیوپاک حداقل حاوی یک اتم کربن هستند اما فاقد فلزات قلیایی، قلیایی خاکی یا فلزات واسطه بوده و می‌توانند با روش نامگذاری ترکیبات آلی نامگذاری شوند.